# Лаз (Вінцу-де-Жос, Алба)
Лаз (рум. Laz) — село у повіті Алба в Румунії. Входить до складу комуни Вінцу-де-Жос.
Село розташоване на відстані 276 км на північний захід від Бухареста, 12 км на захід від Алба-Юлії, 81 км на південь від Клуж-Напоки.

## Населення
За даними перепису населення 2002 року у селі проживали 13 осіб, усі — румуни. Усі жителі села рідною мовою назвали румунську.